# Sueño XL
Sueño XL fue un exitoso docurreality chileno emitido por Canal 13 que muestra como catorce personas con obesidad mórbida tienen cambios radicales en su estado físico, los cuales afectarán enormemente en su estilo de vida.
El programa se estrenó el 24 de julio de 2013 después de la teleserie Soltera otra vez 2, promediando 21,5 puntos de índice de audiencia y liderando en su horario.

## Participantes

### Primera Temporada
| Participante                  | Capítulo | Peso inicial | Último peso |
| ----------------------------- | -------- | ------------ | ----------- |
| Patricia de los Ángeles Pérez | 1        | 160.6 kg     | 80.3 kg     |
| Sue Hellen Godoy              | 2        | 130.8 kg     | 66.3 kg     |
| Marcelo Flores                | 3        | 137.1 kg     | 76.6 kg     |
| Jeniffer Iturra               | 4        | 124.3 kg     | 82.7 kg     |
| Patricio Aubele               | 5        | 218.4 kg     | 118.4 kg    |
| María de los Ángeles Torres   | 6        | 165.5 kg     | 85.1 kg     |
| Karina Ferrari                | 7        | 115.3 kg     | 69.5 kg     |
| Marco Allende                 | 8        | 172.2 kg     | 97.5 kg     |
| Paola Muñoz                   | 9        | 153.3 kg     | 94.8 kg     |
| Roberto Barraza               | 10       | 137.3 kg     | 76.7 kg     |
| Andrea Lucares                | 11       | 111.9 kg     | 63.7 kg     |
| Felipe Díaz                   | 12       | 176.7 kg     | 122.6 kg    |
| Rodrigo Mena                  | 13       | 164.8 kg     | 96.9 kg     |
| Samantha Sánchez              | 14       | 129.6 kg     | 69.8 kg     |

## Descripción
- Patricia Pérez - 34 - Patricia se siente atrapada en un cuerpo que no va con su personalidad. Ella se considera una mujer alegre, pero con su sobrepeso no puede disfrutar de sus hijos porque está prácticamente postrada. Las burlas que ellos reciben a causa de su aspecto la atormentan en secreto. Ahora tendrá la posibilidad de lograr lo que ha buscado por años en la salud pública. Su gran espíritu de lucha y la ayuda que recibirá de los médicos y entrenadores, despertará en ella una enorme gratitud que no dejará a nadie indiferente.

- Sue Hellen Godoy - 36 - Sue Hellen tiene un sueño: casarse a fin de año. Sin embargo, tiene un sobrepeso preocupante, y junto a su novio Víctor, tienen por costumbre llevar una vida sedentaria y comer mucho más que lo que necesitan. A Víctor parece no importarle que su novia esté pasada en kilos. Sin embargo, ella aspira a estar delgada para su matrimonio y, más aún, superar su gordura por razones de salud, pues hoy su obesidad le imposibilita tener hijos. Con esta motivación, y ante la oportunidad de someterse a un completo tratamiento, Sue se pone con gran entusiasmo en manos del equipo médico y de René O´Ryan pero será el mismo Víctor quien se transformará, al poco andar, en su mayor obstáculo. El verdadero desafío de Sue no será solamente bajar de peso, sino lograr convencer a su novio de que la acompañe en esta aventura.

- Marcelo Flores - 43 - Con la talla a flor de piel y de aspecto desordenado, Marcelo es todo un personaje popular. Le encanta cocinar y se gana la vida vendiendo "sándwich de potito" en la feria del frente de su casa. Hace años que no tiene un trabajo mejor por sus problemas de salud y hoy incluso su relación con su pareja se encuentra en riesgo. Su gran motivación para bajar de peso, es recuperar al "Chelo" que alguna vez fue en su juventud. Aunque pareciera que no se toma nada en serio, Marcelo demostrará un tesón y espíritu de lucha que sorprenderá a todo el equipo.

- Jeniffer Iturra - 25 - "Gussy" es una joven promotora que trabaja en el frívolo mundo de las discoteques. Su agitada vida nocturna y sus excesos con la comida y el alcohol han hecho estragos en su salud y peso. Ella asegura que quiere cambiar, pero su personalidad caprichosa, inmadura y superficial le jugará en contra. Para cumplir su sueño, recuperar su salud y bajar realmente de peso, tendrá primero que enfrentarse consigo misma y vencer internamente sus obstáculos.

- Patricio Aubele - 44 - Patricio es un hombre dependiente que casi no se levanta de su cama en su casa en santa cruz. Está gravemente enfermo y su vida corre peligro. Su esposa y sus dos hijos son su motivación para mejorar, pero sabe que tendrá que abandonarlos por varios meses para venir a santiago a para recuperar su salud. Esta es la historia de un hombre gravemente enfermo que pondrá a prueba el amor que siente por su familia. Esa es hoy su gran motivación para ganarle la batalla a la muerte.

- María de los Ángeles Torres - 28 - "Mary" fue largamente considerada una drogadicta. Sin embargo, hace años cambió su adicción a las drogas por la adicción a la comida. Hoy se enfrenta a la posibilidad de bajar de peso, pero el fantasma de su adicción y su impulsivo e irresponsable carácter harán que su proceso de cambio esté permanentemente pendiendo de un hilo. La paciencia de René O’Ryan y de todo el equipo de profesionales será puesto a prueba por Mary, en una conmovedora historia de sacrificio.

- Karina Ferrari - 29 - Todos alaban su belleza, pero ella no cree lo que el resto le dice. La imagen que proyecta con su peso la atormenta diariamente. En su proceso de cambio, no sólo tendrá que lidiar con sus propias inseguridades, sino además con las de su novio, quien teme que Karina se convierta en otra persona y finalmente lo abandone.

- Marco Allende - 18 - Marco sueña con jugar fútbol, tener polola y hacer todo lo que hacen los jóvenes de su edad. Su problema es que no puede dejar de comer. Trabaja todos los días en el minimarket de su familia y allí las tentaciones están siempre a la mano. Ésta es la historia de un joven que busca desesperadamente un cambio para disfrutar de su juventud, y para lograrlo tendrá que poner a prueba toda su fuerza de voluntad.

- Paola Muñoz - 35 - Paola es una mujer que se vanagloria de tener una gran autoestima. Se siente bonita, sensual y asegura que le va muy bien con los hombres. Trabaja como asesora del hogar, pero su sueño frustrado es ser vedette. Ella está segura que de ser más flaca sería capaz de bailar el caño y ser admirada por un numeroso público masculino. ¿Qué sacrificios estará dispuesta a hacer por lograr este soñado aplauso?.

- Roberto Barraza - 18 - Roberto tiene 18 años, es estudiante de derecho y su sueño es verse como un modelo de discoteque. A pesar de que se autodefine como un joven “rico y sexy”, sabe internamente que sus pésimos hábitos de alimentación han causado estragos en su cuerpo. Roberto es un joven que estará dispuesto a hacer lo que sea y darlo todo para bajar su sobrepeso y tener el mejor cuerpo posible en la menor cantidad de tempo.

- Andrea Lucares - 40 - Andrea era una hermosa y alegre estudiante de arquitectura, seleccionada del equipo de andinismo de su universidad. Pero un celoso novio la obligó a dejar el deporte para dedicarse a un matrimonio. Hoy, divorciada tras 3 años de matrimonio y madre de dos hijas adolescentes, se ha convertido en una mujer trabajólica y cargada a la amargura. Sin embargo, aún persisten sueña con volver al deporte, escalar cerros y disfrutar de la vida de nuevo. Ella quiere recuperar a la Andrea que alguna vez fue y hoy tiene una oportunidad de hacerlo.

- Felipe Díaz - 25 - A los 16 años Felipe hizo el servicio militar y soñaba con ser un gran militar en el futuro. Pero una desilusión amorosa lo hizo caer en una profunda depresión que lo hizo abandonar su sueño y convertirse en un joven desmotivado y sin norte. Su autoestima estaba por los suelos, hasta que apareció esta oportunidad. Hoy quiere levantarse y cambiar su vida, pero su severo padre ya no confía en él pues, según él, nunca cumple con lo que promete.

- Rodrigo Mena - 42 - Rodrigo es un mánager de artistas de la farándula que ha dedicado gran parte de su vida al carrete y a los excesos. Hoy siente que ha tocado fondo: su mujer lo ha dejado y, poco a poco, ha ido perdiendo el cariño de sus dos hijos. La relación con ellos es para él una bomba de tiempo y ha resuelto recuperarlos. Sin embargo, sus rasgos adictivos, sus problemas con el alcohol y una personalidad muy competitiva harán que su proceso de cambio esté en permanente riesgo.

- Samantha Sánchez - 36 - Samantha es una actriz que realiza papeles menores en televisión. Está cansada de interpretar sólo personajes cómicos y muy estereotipados. Tiene pareja hace años y uno de sus sueños es tener un hijo. Sin embargo, por su sobrepeso ha postergado la maternidad. Samantha es una mujer que, pese a su profundo deseo de cambiar, tendrá que luchar contra un desconocido y gigante enemigo: su propio miedo a convertirse en otra persona.

## Audiencia
| 1  | Miércoles | 24 de julio      | 23:41 - 00:36 | Historia de Patricia Pérez              | 21,5 | Segundo | [ 3 ]  |
| 2  | Miércoles | 31 de julio      | 23:37 - 00:40 | Historia de Sue Hellen Godoy            | 22,5 | Segundo | [ 4 ]  |
| 3  | Miércoles | 7 de agosto      | 23:46 - 00:46 | Historia de Marcelo Flores              | 22,1 | Segundo | [ 5 ]  |
| 4  | Miércoles | 14 de agosto     | 23:33 - 00:32 | Historia de Jeniffer Iturra             | 19,1 | Primero | [ 6 ]  |
| 5  | Miércoles | 21 de agosto     | 23:38 - 00:42 | Historia de Patricio Aubele             | 19,7 | Tercero | [ 7 ]  |
| 6  | Miércoles | 25 de septiembre | 23:31 - 00:34 | Historia de María de los Ángeles Torres | 18,7 | Tercero | [ 8 ]  |
| 7  | Miércoles | 2 de octubre     | 23:32 - 00:37 | Historia de Karina Ferrari              | 16,7 | Quinto  | [ 9 ]  |
| 8  | Miércoles | 9 de octubre     | 23:36 - 00:37 | Historia de Marco Allende               | 16,9 | Quinto  | [ 10 ] |
| 9  | Miércoles | 16 de octubre    | —             | Historia de Paola Muñoz                 | —    | —       | [ 11 ] |
| 10 | Miércoles | 23 de octubre    | 23:40 - 00:45 | Historia de Roberto Barraza             | 13,1 | Décimo  | [ 12 ] |
| 11 | Miércoles | 13 de noviembre  | 23:43 - 00:47 | Historia de Andrea Lucares              | 11,9 | Noveno  | [ 13 ] |
| 12 | Miércoles | 20 de noviembre  | 23:50 - 00:49 | Historia de Felipe Díaz                 | 15,5 | Sexto   | [ 14 ] |
| 13 | Miércoles | 27 de noviembre  | —             | Historia de Rodrigo Mena                | —    | —       | [ 15 ] |
| 14 | Miércoles | 4 de diciembre   | —             | Historia de Samantha Sánchez            | —    | —       | [ 16 ] |

     Episodio más visto.

     Episodio menos visto.